# Raszów (powiat Kamiennogórski)
Raszów (Duits: Reußendorf) is een dorp in de Poolse woiwodschap Neder-Silezië. De plaats maakt deel uit van de gemeente Kamienna Góra.